# Лебниц (Западна Померанија)
Лебниц (њем. Löbnitz) град је у њемачкој савезној држави Мекленбург-Западна Померанија. Једно је од 64 општинска средишта округа Нордфорпомерн. Према процјени из 2010. у граду је живјело 660 становника. Посједује регионалну шифру (AGS) 13057054.

## Географски и демографски подаци
Лебниц се налази у савезној држави Мекленбург-Западна Померанија у округу Нордфорпомерн. Град се налази на надморској висини од 4 метра. Површина општине износи 22,2 km². У самом граду је, према процјени из 2010. године, живјело 660 становника. Просјечна густина становништва износи 30 становника/km².